# 513

## Esdeveniments
- Revolta de Vitalià contra Anastasi I Dicor[1]
- Cobades I va adoptar la doctrina de Mazdak[2]

## Naixements
- Santa Radegunda, reina de França

## Necrològiques
- Galam Erlich, rei dels pictes
- Chen Yue, historiador xinès